# 馮孝慈
馮 孝慈（ふう こうじ、? - 613年）は、隋代の将軍。

## 生涯
馮孝慈は、隋の文帝（楊堅）の代、代州司馬となった。仁寿4年（604年）、漢王楊諒は反乱を起こし、喬鍾葵を派遣して代州へ進攻させた。代州総管の李景・司馬の馮孝慈・司法の呂玉は、いずれも勇猛果敢に善戦し、儀同三司の侯莫陳乂が謀略をめぐらし、長きにわたって防衛戦を行った。李景は、この3人を十分に信頼し、喬鍾葵を撃退した。
大業3年（607年）、鉄勒が隋の国境を侵した際、煬帝は、馮孝慈を敦煌の外に出兵させて鉄勒を防がせた。出陣は不利であったが、鉄勒が使者を派遣して謝罪して降伏しようとしたため、煬帝は、裴矩を派遣して招安した。
大業9年（613年）11月9日、馮孝慈は、右候衛将軍として清河の張金称を討伐したが、敗退して死亡した。